# Xứ Navajo
Xứ Navajo (tiếng Navajo: Naabeehó Bináhásdzo) là một lãnh thổ bán tự trị của người bản địa Hoa Kỳ có diện tích 27.425 dặm vuông Anh (71.000 km2), gồm phần đông bắc Arizona, đông nam Utah, và tây bắc New Mexico tại Hoa Kỳ. Đây là khu người bản địa lớn nhất, với tổng dân số 173.667.
Xứ Navajo có một chính phủ hoàn chỉnh, gồm văn phòng điều hành, một viện lập pháp, và một hệ thống tư pháp, nhưng chính phủ liên bang Hoa Kỳ tiếp tục tham gia vào tất cả các khía cạnh. Hệ thống hành pháp ban hành việc thực thi pháp luật và có trách nhiệm trong dịch vụ xã hội, dịch vụ sức khỏe và giáo dục (Đại học Diné và các cơ sở giáo dục địa phương khác).
Cư dân tại đây tiếp tục gặp phải vấn đề sức khỏe, nạn thất nghiệp và tác động của các tai nạn trong khai mỏ urani trước đây.